# Rossi (cognome)
Rossi è un cognome di lingua italiana.

## Varianti
De Rossi, De Russo, Di Rosso, Di Russo, La Russa, Lorusso, Rossa, Rossignol, Rosso, Ruggiu, Ruju, Russa, Russi, Russo.

### Alterati
Rosselli, Rossellini, Rossellino, Rossello, Rossetti, Rossettini, Rossin, Rossini, Rossino, Rossinelli, Rossitto, Rossotti,  Russetti, Russino, Russolo, Russotti, Russotto, Rossoni.

## Origine e diffusione

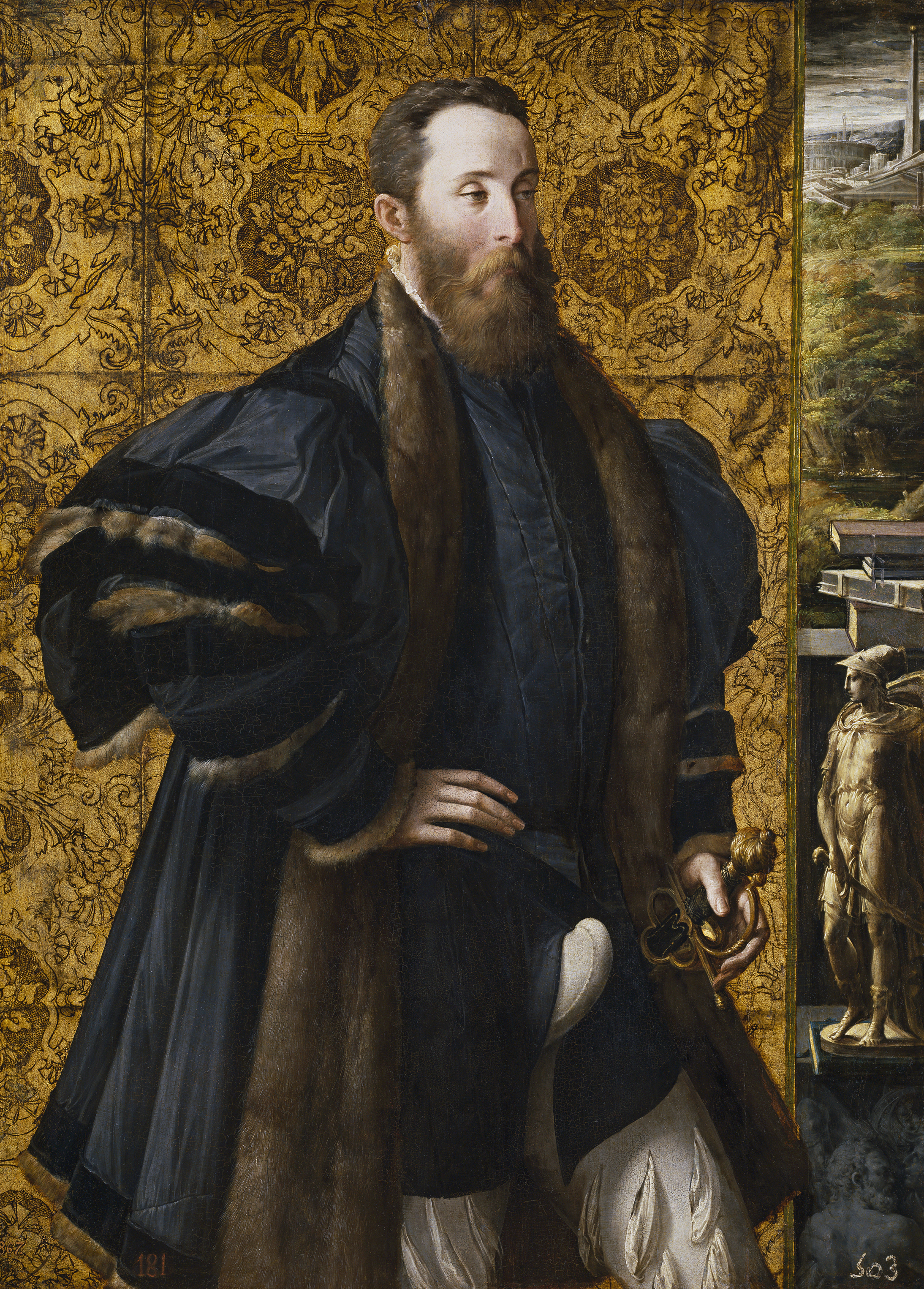
Pier Maria III di San Secondo dei Rossi di Parma.

Rossi è il cognome che conta il maggior numero di famiglie in Italia (77.814), concentrate nel centro-nord. Il cognome Russo, che potrebbe essere una variante di "Rossi" del sud, è il secondo cognome più diffuso in Italia.
Le origini del cognome possono essere diverse:
- Può essere derivato dal tardo latino Russus o Rubeus, diventato poi "Rosso", dato per il colore fulvo (biondo-rosso) dei capelli o della barba del capostipite, per cui in Italia venne attribuito sotto Roma a famiglie galliche cisalpine;[15][20] anche alcune famiglie latine, celebre quella che diede Lucio Cornelio Silla, manifestavano lo stesso carattere somatico. Questo potrebbe spiegare la massiccia diffusione del cognome nel nord Italia e, fuori di qui, anche in Lazio.[15]
- Può essere derivato dal termine germanico che dà anche il cognome germanico Ross, significante "cavallo" o "destriero" (cf. inglese horse, tedesco Ross, islandese hross, faroese ross, svedese russ, ecc., tutti derivati dal proto-germanico *hrussą), sempre con richiamo al colore più comune del mantello di tale animale, rossastro (bàio), e ancora una volta facente riferimento al colore fulvo dei capelli dei capostipiti, tipico carattere delle popolazioni celto-germaniche.[21]
- Può denotare altresì un'origine ebraica, in quanto si tratta di uno dei cognomi frequenti tra gli Ebrei italiani (allo stesso modo del cognome tedesco Roth comune tra gli Ebrei aschenaziti).[22]

Variante del cognome Rossi è il cognome Rossetti, diffuso principalmente in Italia centrale e settentrionale, in particolare Lombardia, Lazio ed Emilia-Romagna.

## Persone
- Valentino Rossi
- Vasco Rossi
- Attilio Marchetti Rossi